# Systémový zdroj
Ve výpočetní technice se pojmem systémový zdroj nebo jednoduše zdroj rozumí jakákoli fyzická nebo virtuální součást počítače s omezenou dostupností. Všechny interní součásti počítače a zařízení k počítači připojené jsou zdrojem. Mezi virutální zdroje se zahrnují soubory (konkrétně deskriptory souborů ), připojení k síti připojení (konkrétně síťové sockety ) a paměť .
Správa těchto zdrojů se označuje spojením správa systémových zdrojů. Do této disciplíny se řadí jak prevence úniků zdrojů, tak řešení sporu o zdroje mezi procesy. První případ nastává v případě, kdy proces sice požádá o alokování systémového zdroje, ale po dokončení práce již jej správně neuvolní. Typickým příkladem je únik paměti. Druhý případ nastává v případě, kdy není možné uspokojit požadavky všech procesů (procesy žádají o přidělení více zdrojů, než má systém k dispozici). 

## Typy zdrojů

### Obecné typy zdrojů
- Externí zařízení či paměť
- Zámky
- Vstupně/výstupní operace mapované na port či oblast paměti
- Kanály pro přímý přístup k paměti
- Požadavky IRQ

### Konkrétní příklady
- CPU čas – viz také multitasking
- RAM paměť – viz také článek správa paměti
- Pevný disk – jakékoli místo nebo souvisle přidělené (např. za účelem vytvoření prostoru pro stránkování)
- Vyrovnávací paměť (včetně CPU keše)
- Síť
- Elektrická energie
- Vstupní / výstupní operace
- Zdroj náhody

## Kategorie
Některé zdroje, zejména operační paměť a úložný prostor, znají pojem pojem „umístění“ a je tak možné rozlišit souvislé přidělení zdroje od nesouvislého přidělení. Jeden GB paměti je tak například možné přidělit v jediném souvislém bloku, anebo jako 1024 bloků, každý o velikosti 1 MB. Druhý přístup způsobuje fragmentaci paměti, která má často negativní vliv na výkon. Příkladem podkategorie zdroje je požadavek na přidělení paměti v souvislém bloku.